# Rafael Andriato
Rafael de Mattos Andriato (São Paulo, 20 de octubre de 1987) es un ciclista brasileño que fue profesional entra 2012 y 2022.

## Palmarés
2007
- 1 etapa del Tour de Río
- 2 etapas de la Vuelta del Estado de San Pablo

2011
- 1 etapa del Tour de Río
- Gran Premio Industrias del Mármol

2012
- Jurmala GP
- Châteauroux Classic de l'Indre
- 2.º en el Campeonato de Brasil en Ruta

2013
- Clasificación de las metas volantes del Giro de Italia
- 1 etapa del Tour de Río

2014
- 1 etapa de la Vuelta a Venezuela
- 3 etapas del Tour de Río

2015
- 1 etapa del Tour de Sibiu

2016
- 1 etapa del Tour de Hainan

2018
- 1 etapa de la Vuelta Ciclista del Uruguay

## Resultados en Grandes Vueltas y Campeonatos del Mundo
| Carrera         | Carrera         | 2011  | 2012 | 2013  | 2014 | 2015 | 2016 | 2017 | 2018 | 2019 | 2020 | 2021 | 2022 |
| --------------- | --------------- | ----- | ---- | ----- | ---- | ---- | ---- | ---- | ---- | ---- | ---- | ---- | ---- |
|                 | Giro de Italia  | —     | —    | 165.º | —    | —    | —    | —    | —    | —    | —    | —    | —    |
|                 | Tour de Francia | —     | —    | —     | —    | —    | —    | —    | —    | —    | —    | —    | —    |
|                 | Vuelta a España | —     | —    | —     | —    | —    | —    | —    | —    | —    | —    | —    | —    |
| Mundial en Ruta | Mundial en Ruta | 119.º | 49.º | Ab.   | Ab.  | —    | —    | —    | —    | —    | —    | —    | —    |

—: no participa

Ab.: abandono